# اکدالا
اکدالا (به لاتین: Akdala) یک منطقهٔ مسکونی در قزاقستان است که در استان الماتی واقع شده‌است.

## خصوصیات
اکدالا ۵۳۳ نفر جمعیت دارد.